# Havbältesfjorden
Havbältesfjorden är en sjö i Tingsryds kommun i Småland och ingår i Mörrumsåns huvudavrinningsområde. Sjön har en area på 2,37 kvadratkilometer och ligger 137 meter över havet. Sjön avvattnas av vattendraget Mörrumsån (Åbyån).

## Delavrinningsområde
Havbältesfjorden ingår i det delavrinningsområde (626537-143286) som SMHI kallar för Utloppet av Havbältesfjorden. Medelhöjden är 143 meter över havet och ytan är 14,16 kvadratkilometer. Räknas de 186 avrinningsområdena uppströms in blir den ackumulerade arean 3 142,68 kvadratkilometer. Avrinningsområdets utflöde Mörrumsån (Åbyån) mynnar i havet. Avrinningsområdet består mestadels av skog (46 procent) och öppen mark (18 procent). Avrinningsområdet har 2,69 kvadratkilometer vattenytor vilket ger det en sjöprocent på 19 procent.